# مبرهنة إتش

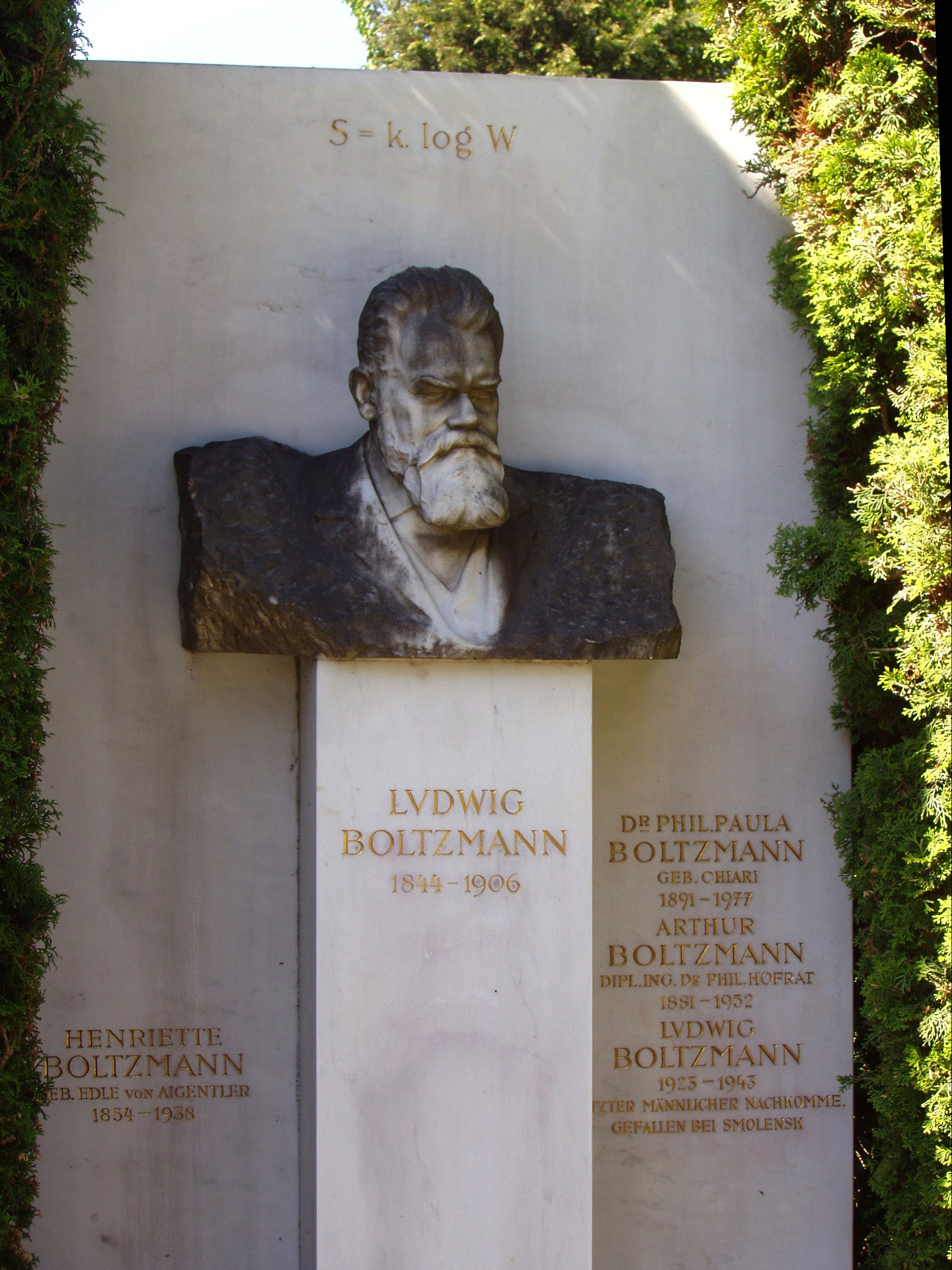

وضع لودفيغ بولتزمان مبرهنة إتش (أو مبرهنة إيتا) إلى الميكانيكا الإحصائية الكلاسيكية عام 1872، وهي تصف ميل الكمية H (المُعرفة بالأسفل) إلى النقصان في حالة الغاز شبه المثالي. علمًا بأن الكمية H تمثل الإنتروبيا في الديناميكا الحرارية فقد كانت مبرهنة إتش مثالًا باكرًا على قوة الميكانيكا الإحصائية لزعمها اشتقاق القانون الثاني في الديناميكا الحرارية (الذي يحكم العمليات غير القابلة للعكس) من خلال الميكانيكا الميكروسكوبية القابلة للعكس. يعتقد الكثيرون أن تلك المبرهنة أثبتت القانون الثاني في الديناميكا الحرارية مع افتراض انخفاض الإنتروبيا في الوضع الأولي للنظام.
تُعد مبرهنة إتش نتيجة طبيعية للمعادلة الحركية التي اشتقها بولتزمان وأصبحت تُعرف بمعادلة بولتزمان. وقد أدت المبرهنة إلى فتح المجال لنقاش واسع حول معناها الحقيقي، وتتمحور تلك النقاشات حول المواضيع الرئيسية الآتية:
- ما هي الإنتروبيا؟ وبأي طريقة تناظر كمية بولتزمان (H) الإنتروبيا الثرموديناميكية؟
- هل تقوم الافتراضات المُستخدمة في اشتقاق معادلة بولتزمان على أسس صلبة (بالأخص افتراض فوضاوية حركة الجزيئات)؟ متى تُنتهك تلك الافتراضات؟

## الاسم والنطق
كتب بولتزمان في ورقته الأصلية الرمز E للتعبير عن دالة الإنتروبيا الإحصائية. وبعدها بعدة سنوات أشار صامويل هاوسكي بربري (أحد نقاد المبرهنة) إلى الدالة مستخدمًا الرمز H، وهو الرمز الذي تبناه بولتزمان لاحقًا للإشارة إلى مبرهنته. وقد أدى استخدام هذا الرمز إلى ارتباك بعض الناس بشأن طريقة نطق اسم المبرهنة. ففي العادة يُشار إلى تلك المبرهنة بـ«مبرهنة إتش»، ولكن في بعض الأحيان يُطلق عليها «مبرهنة إيتا» نسبة للحرف اليوناني إيتا (H) الذي يتشابه تمامًا مع الحرف اللاتيني إتش (H). خاض البعض عدة نقاشات حول ماهية هذا الرمز، ولكن أصله لا يزال مجهولًا نظرًا لقلة المصادر المكتوبة من العصر الذي تنتمي إليه المبرهنة. تشير دراسات فن صياغة الحروف وأعمال الفيزيائي جوزيه غيبس أن الحرف المقصود من كتابة هذا الرمز هو إيتا.

## تعريف الكميةHوالمعنى الكامن وراءها
تُحدد قيمة الكمية H من الدالة (f(E, t) dE)، وهي دالة توزيع طاقة الجزيئات في اللحظة t. تعبر الكمية f(E, t) عن عدد الجزيئات التي تمتلك طاقة حركية تتراوح بين E و E + dE. أما الكمية H ذاتها فهي مُعرفة بالعلاقة الآتية:
{\displaystyle H(t)=\int _{0}^{\infty }f(E,t)\left(\ln {\frac {f(E,t)}{\sqrt {E}}}-1\right)\,dE.}
في حالة غاز مثالي معزول (أي أنه يحتوي على طاقة كلية ثابتة وعدد جزيئات ثابت) تصل الكمية H إلى أدنى قيمة لها عندما تكون طاقة الجزيئات الحركية مُوزعة طبقًا لتوزيع ماكسويل-بولتزمان، أما إذا كانت مُوزعة بأي طريقة أخرى فسوف تزداد قيمة H. توضح مبرهنة إتش (التي سوف نتطرق إليها في الفقرة المقبلة) أنه عندما نسمح للجزيئات بالتصادم ببعضها بحرية فسوف تصبح تلك التوزيعات غير مستقرة وسوف تتجه الجزيئات نحو جعل قيمة H أدنى قيمة ممكنة (أي أن تلك التوزيعات سوف تؤول في النهاية إلى توزيع ماكسويل-بولتزمان).

## مبرهنة إتش لبولتزمان
فكر بولتزمان فيما يحدث خلال تصادم جسيمين. من بين الحقائق الأساسية المعروفة في علم الميكانيكا أنه في حالة التصادمات المرنة بين جسيمين (مثل كرتان صلبتان) تتباين الطاقة المنتقلة بين الجسيمات خلال التصادم اعتمادًا على الأوضاع الأولية (مثل زاوية التصادم وغيرها).
افترض بولتزمان افتراضًا مهمًا يُعرف بافتراض «فوضاوية الجسيمات»، وهو ينص على أن جسيمات الغاز المشتركة في عملية التصادم أثناء التصادم تتميز بالخصائص التالية: 1) طاقاتها الحركية لا تعتمد على توزيع طاقة الحركة في الغاز، 2) اتجاه سرعة مستقل، 3) نقاط بداية مستقلة. وفقًا لتلك الافتراضات ووفقًا لقواعد انتقال الطاقة في الميكانيكا فسوف تتبع طاقات الجسيمات توزيعًا عشوائيًا جديدًا يمكن حسابه.
أسس بولتزمان معادلة حركة الغازات (معادلة بولتزمان) باعتبار التصادمات المتكررة غير المترابطة بين أي من جزيئات الغاز وبعضها. ويترتب على تلك المعادلة نتيجة طبيعية حتمية، ألا وهي أن عملية التصادم المستمرة سوف تؤدي إلى نقصان الكمية H حتى تصل إلى أدنى قيمة لها.
تبدو حركة جزيئات الغاز فوضاوية للغاية في هذا النموذج الميكانيكي. أثبت بولتزمان أنه بافتراض أن جميع التصادمات الغازية تصادمات عشوائية ومستقلة عن بعضها فسوف يؤول توزيع طاقة الجزيئات إلى توزيع ماكسويل-بولتزمان.

## التأثير
رغم أنه اتضح لنا أن مبرهنة بولتزمان لا تُعد إثباتًا مطلقًا للقانون الثاني في الديناميكا الحرارية فقد قادت بولتزمان إلى الوصول إلى المزيد من الحجج الإحصائية بشأن طبيعة الديناميكا الحرارية على مدار السنين الأخيرة في القرن التاسع عشر. وقد بلغ المنظور الإحصائي للديناميكا الحرارية ذروته في عام 1902 عندما انتهى جوزيه غيبز من تأسيس علم الميكانيكا الإحصائية لجميع الأنظمة العامة (وليس فقط الأنظمة الغازية)، إلى جانب طرحه مفهوم المجموعات الإحصائية المُعممة.
النقد والاستثناءات
ظهرت عدة أسباب بارزة وراء ضعف مبرهنة إتش من ناحية رياضية (أو بالأحرى الصيغة الأصلية لتلك المبرهنة عام 1871). فقد اعترف بولتزمان في النهاية بأن السبب الحقيقي وراء عدم تماثل الزمن ليس سببًا ميكانيكيًا فحسب بل هو نتيجة لافتراضات الأوضاع الأولية.

## النقد والاستثناءات

### مفارقة لوشميت
بعدما نشر بولتزمان ورقة مبرهنة إتش مباشرة أبدى يوهان يوزيف لوشميت اعتراضه بناءً على استحالة استنتاج عملية غير قابلة للعكس من خلال ديناميات التناظر الزمني ومعادلات التناظر الزمني. إذا كانت H تتناقص مع مرور الزمن في أحد الحالات فلا بد من وجود حالة معكوسة تزداد فيها قيمة H بمرور الزمن. السبب الكامن وراء تلك المفارقة هو أن معادلة بولتزمان قائمة على افتراض الفوضى الجزيئية، أي أنها نتيجة مباشرة للنموذج الحركي الذي يعتبر أن حركة الجسيمات مستقلة وغير مترابطة. وقد اتضح أن هذا الافتراض يخل بتناظر الانعكاس الزمني بطريقة خفية، وبالتالي فهو يصادر على المطلوب. إذ أنه في اللحظة التي تبدأ فيها الجسيمات في التصادم تصبح اتجاهات سرعة الجسيمات ومواقعها مترابطة في الواقع (مع العلم بأن علاقة الارتباط بين الجسيمات وبعضها مُشفرة بأسلوب مُعقد للغاية). ويتضح من ذلك أن افتراض الاستقلالية المستمرة لا يتوافق مع النموذج الكامن وراء حركة الجسيمات.
اعترف بولتزمان باحتمالية وجود مثل تلك الحالات ردًا على مفارقة لوشميت، ولكنه أضاف أن هذه النوع من الحالات نادر الحدوث للغاية لدرجة أنه من المستحيل تحقيق مثل هذه الحالات عمليًا. واستفاض بولتزمان في شرح مفهوم ندرة الحالات حتى توصل في النهاية إلى معادلته الشهيرة المعروفة بمعادلة الإنتروبيا لبولتزمان (S = k log(W)) عام 1877.

### الرنين المغزلي
تُعد ظاهرة الرنين المغزلي مثالًا حديثًا على مفارقة لوشميت، وهو لا يناقض مبرهنة إتش في حد ذاتها بل يناقض مبرهنة شبيهة بها ومتعلقة بها تعلقًا وثيقًا. ففي حالة تأثير الرنين المغزلي من الممكن فيزيائيًا حث نظام يتكون من اللفات المغزلية لجسيمات مشحونة على العودة بالزمن إلى الوراء.
يمكن تعريف كمية مشابهة لكمية بولتزمان بالنسبة لأنظمة اللف المغزلي بدلالة توزيع حالات الغزل في النظام. وفي تلك التجربة الافتراضية سوف نخل بتوازن نظام لف مغزلي حتى يصل إلى حالة غير متزنة (أو ما يناظر ارتفاع قيمة H)، ومن ثم سوف تبدأ قيمة H في النقصان كما هو متوقع وفقًا لمبرهنة إتش. ولكن في لحظة ما يمكننا إرسال نبضات كهرومغناطيسية من شأنها أن تعكس تغير اتجاه جميع اللفات المغزلية. ثم تبدأ اللفات المغزلية في عكس التغير الذي تسببت فيه النبضة، وبعد مرور زمن معين تبدأ قيمة H في الانحراف عن حالة الاتزان (مع العلم أنه بعد انتهاء العملية العكسية سوف تتناقص قيمة H من جديد حتى تصل إلى حالة الاتزان). وبالتالي نرى أن الحالات المعكوسة التي تحدث عنها لوشميت ليست مستحيلة تمامًا كما كان يزعم بولتزمان.

### ارتدادية بوانكاريه
لاحظ إرنست تسيرميلو في عام 1896 مشكلة أخرى في مبرهنة إتش، وهي أنه إذا كانت كمية H الخاصة بالنظام ليست في أدنى مستوى لها فلا بد من أن هذا النظام سوف يرتد إلى تلك الحالة مجددًا (بعد زمن طويل) وفقًا لمبرهنة الارتدادية لبوانكاريه. وقد اعترف بولتزمان بالفعل أن تلك الزيادات المتكررة في قيمة H سوف تحدث بلا شك، ولكنه أضاف أن هذا النظام سوف يقضي وقتًا قصيرًا للغاية في تلك الحالات المتكررة بعد مرور زمن طويل.
ينص القانون الثاني في الديناميكا الحرارية على أن إنتروبيا الجمل المعزولة دائمًا ما تميل للزيادة حتى تصل إلى القيمة القصوى المقترنة باتزان النظام. ولكن صحة هذا القانون مقتصرة على الانظمة التي تحتوي على عدد لانهائي من الجسيمات. أما بالنسبة للأنظمة التي تحتوي على عدد محدود من الجسيمات فمن المتوقع أن نلاحظ حدوث تذبذبات في قيمة الإنتروبيا. على سبيل المثال في حالة النظام المعزول ذو الحجم الثابت يمكن تحقيق أقصى قيمة للإنتروبيا عندما يكون نصف عدد الجزيئات في أحد أنصاف النظام، والنصف الآخر من الجزيئات في النصف الآخر من سعة النظام، ولكن في بعض الأحيان قد يكون عدد الجزيئات في أحد الأنصاف أكبر من النصف الآخر بشكل مؤقت مما يؤدي إلى انخفاض الإنتروبيا بشكل طفيف. وتتبع تلك التذبذبات القاعدة الآتية: كلما طال انتظار أحد المراقبين كلما زاد عدد التذبذبات التي سوف يلاحظها هذا الشخص، وأن زمن انتظار حدوث ذبذبة جديدة دائمًا ما يكون زمنًا محدودًا. على سبيل المثال تصور وعاءًا يحتوي نصفه على جميع جسيمات الغاز بينما نصفه الآخر فارغ تمامًا (مما يعني أن الإنتروبيا الخاصة به منخفضة للغاية). بعد تلك اللحظة سوف يتجه الغاز نحو حالة الاتزان بسرعة شديدة، ولكن من المحتمل إذا انتظرنا فترة كافية أن يعود هذا الإناء إلى حالته الأصلية من جديد. في حالة الأنظمة الواقعية (على سبيل المثال وعاء سعته 1 لتر في درجة حرارة الغرفة تحت ضغط الغلاف الجوي) فإن الوقت اللازم لحدوث ذلك هائل للغاية، أي ما يعادل أضعاف عمر الكون، وبالتالي فمن ناحية عملية بإمكاننا إهمال تلك الاحتمالية.

### تذبذباتHفي الأنظمة الصغيرة
بما أن H متغير ميكانيكي غير محفوظ، إذن فسوف تظهر عليه التذبذبات الحرارية مثله مثل أي متغير مشابه (كالضغط مثلًا). وذلك يعني أن قيمة H قد ترتفع عفويًا عن قيمته الدنيا. في الحقيقة لا يُعد ذلك استثناءًا لمبرهنة إتش نظرًا إلى أنها تنطبق فقط الغازات التي تحتوي على عدد ضخم من الجسيمات. وبإمكاننا ملاحظة تلك التذبذبات فقط عندما يكون النظام الخاضع للدراسة صغيرًا بما فيه الكفاية.
إذا قلنا أن الكمية H تقترن حقًا بالإنتروبيا كما كان يقصد بولتزمان فقد تُعد تلك الظاهرة تجسيدًا لمبرهنة الذبذبة.

## صلتها بنظرية المعلومات
تُعد الكمية H سلفًا لمفهوم الإنتروبيا في نظرية المعلومات الذي طرحه كلود شانون. فقد رمز شانون لمقياس إنتروبيا المعلومات بالرمز H وفقًا لمبرهنة إتش. وتحتوي مقالة شانون عن إنتروبيا المعلومات على شرح مفصل للنظير المتقطع للكمية H، وهو يُعرف بإنتروبيا المعلومات، أو الارتياب المعلوماتي (مع إضافة إشارة سالبة). ومن خلال تعميم مفهوم إنتروبيا المعلومات المتقطعة لتصبح إنتروبيا المعلومات المتصلة (التي تُعرف أيضًا بالإنتروبيا التفاضلية) يمكننا أن نحصل على المعادلة المذكورة في الفقرة السابقة، وأن نصل إلى تعريف ومعنى أفضل لكمية بولتزمان.
وتلعب الصلة بين المعلومات والإنتروبيا في ضوء مبرهنة إتش دورًا محوريًا في الجدال الحديث المعروف باسم مفارقة معلومات الثقب الأسود.